# Глосарій геральдичних термінів
Геральдика, або гербознавство, є дисципліною, термінологія якої формувалася протягом сотень років з самого її зародження в XII столітті. Для опису гербів була вироблена особлива геральдична мова, завдяки якій можливо відтворення герба у словесній формі.
| Термін                  | Пояснення | Малюнок |
| ----------------------- | --- | ------- |
| Щит                     | Основний гербовий елемент. Умовна рамка, в якій містяться гербові поля і фігури. |         |
| Розділений вилоподібно  | Поділ щита трьома лініями, що виходять з верхніх кутів і середини нижньої кромки щита і сходяться у центрі щита. |         |
| Розділений гонтовидно   | Поділ щита на прямокутники чотирма вертикальними і трьома горизонтальними лініями |         |
| Розділений чотиричасно  | Поділ щита на чотири частини лініями, що виходять з середини протилежних кромок щита |         |
| Розсічений              | Поділ щита навпіл вертикальною лінією |         |
| Вилоподібний хрест      | Почесна геральдична фігура, утворена злиттям в центрі щита двох смуг, що виходять з верхніх кутів щита, і однієї смуги, котра виходить із середини нижньої кромки щита |         |
| Скошений                | Поділ щита діагональної лінією, що проходить з верхнього кута щита до нижнього. Залежно від напрямку та кількості діагональних ліній щит може бути скошений зліва, справа або чотиричасно |         |
| Перетнутий              | Поле щита, розділене посередині горизонтальною лінією |         |
| ЧВЕРТЬ                  | Почесна геральдична фігура у вигляді прямокутника, утвореного двома лініями, що виходять з середини двох прилеглих сторін щита |         |
| Олександрівська стрічка | Стрічка червоного кольору, що застосовувалася в гербах областей, градоначальств і в гербах повітових міст |         |
| Андріївська стрічка     | Стрічка блакитного кольору, що застосовувалася у гербах губернських міст, гербах столиць і міст тимчасового перебування царюючих осіб |         |
| Арматура                | Прикраса з військових та інших емблем і предметів, розташованих навколо щита або за щитом |         |
| Бойовий клич            | вигук, заклик у формі вислову піднесеного, найчастіше войовничого характеру. Поміщається над гербовим щитом і його верхніми прикрасами на стрічці |         |
| Зірка                   | У геральдиці термін зірка може означати будь-яку гербову фігуру у формі зірки з будь-якою кількістю променів, які можуть бути прямими чи хвилястими, з отвором чи без. |         |
| Бурелет                 | фігура у вигляді матірчастого джгута з чергуючимися квітами, що повторюють кольори герба. Поміщається поверх шолома |         |
| Шахівниця               | Один з варіантів геральдичного поділу щита, що являє собою поєднання рівної кількості розтинів і перетинів. |         |
| Бик                     | символ праці і терпіння, родючості й скотарства |         |
| Вінець                  | основа корони у вигляді обруча |         |
| Вензель                 | фігурне декоративне сплетіння однієї або декількох літер з цифрою або без неї, що має відношення до гербовласника |         |
| Злітаючий               | Положення птаха із піднятими догори крилами |         |
| Виноград                | Один з найдавніших символів родючості та достатку, а також життєвої сили і життєрадісності, виноградна лоза одночасно була символом осілості |         |
| Зростаючий              | положення фігури, коли над горизонтальною лінією підноситься тільки частина основної фігури |         |
| Вовк                    | Символ жадібності, злості і ненажерливості. Поміщається в гербах як знак перемоги над жадібним, злим супротивником |         |
| Повстаючий              | Положення тварини, що стоїть на задніх ногах, коли права нога попереду, а ліва іззаду. Символізує готовність напасти на ворога або здобич. Якщо в тексті опису герба сказано, що в полі щита лев, то це означає, що він зображений саме в цьому положенні |         |
| Ворон                   | Символ передбачливості і довголіття |         |
| Гарпія                  | Жінка-птах з головою і грудьми жінки, тілом і крилами орла і залізними кігтями. Символ огидних порочних пристрастей. Поміщається у гербах як знак перемоги над ницим противником |         |
| Георгіївська стрічка    | Стрічка з трьома чорними і двома помаранчевими смугами. Застосовувалася як елемент прикраси в гербах міст-фортець, які відзначилися під час облоги ворогом |         |
| Гербовник               | Гербова книга, в якій вміщено збори гербів з їх описом і родовідними даними |         |
| Голуб                   | Символ смирення і чистоти, святого Духа |         |
| Грифон                  | Жахлива птах з орлиним дзьобом і тілом лева. Символізує могутність, владу, пильність, швидкість і силу |         |
| Девіз                   | Виразний вислів, афоризм, який має пряме або алегоричне відношення до гербовласника. Поміщається на вузькій стрічці під або над щитом. Колір стрічки і літер повинен відповідати кольору або металу герба |         |
| Десниця                 | Права рука з витягнутими вказівним і середнім пальцями. Символізує вірність клятві, присязі, обіцянці |         |
| Дракон                  | Фантастична істота з головою і ногами орла, язиком у вигляді жала, тулубом змія, крилами кажана і товстим кільчастим хвостом. Символізує силу і могутність. Як змій, якого вражає вершник, символізує зло і смуту |         |
| Дубовий лист            | Символізує силу, могутність, міцність, боротьбу і перемогу. Дубове листя поміщалося в гербах губерній |         |
| Журавель                | Символ пильності |         |
| Дзеркало                | Символ обережності і громадської влади, чесного виконання громадського обов'язку, правдивості і чистоти помислів |         |
| Змія                    | Символ мудрості, добра і перестороги. Змія, що згорнулася кільцем — символ здоров'я; тримає в роті хвіст — символ вічності, нескінченності, безсмертя; повзе — символ печалі; питуща з чаші — символ лікування, медицини |         |
| Кабан                   | Символ безстрашності і могутності |         |
| Кадуцей (жезл Меркурія) | Жезл, обвитий задивленими одна на одну зміями. Символ торгівлі, достатку, гострого розуму, красномовства і старанності у праці, мирного вирішення суперечок |         |
| Колос                   | Символізує землеробство, багатство землі. Містився у гербах міст і посадів, що відрізнялися землеробством |         |
| Спис                    | Колюча або колючо-рубаюча древкова холодна зброя, друга за значенням (після меча) зброя давнини і Середньовіччя, символ агресивної військової активності |         |
| Корона                  | Символізує панування і владу. У гербах використовується безліч різних корон: антична, баронська, герцогська, графська, дворянська, імператорська і багато інших |         |
| Кішка                   | Символ незалежності |         |
| Крило (пташине)         | Емблема швидкості, один з атрибутів бога звісток і гінців Гермеса (Меркурія). У російській геральдиці XVIII—XIX століть застосовувалися як емблема покровительства, патронажу, благовоління, піклування. Для відмінності їх від емблеми швидкості в емблемі покровительства відсутня стріла |         |
| Лавровий вінок          | Символ непорушності, твердої слави, величі і перемоги |         |
| Лев                     | Символ влади, сили, хоробрості і великодушності |         |
| Леопард                 | Символ стійкості, сміливості та відваги в бою |         |
| Драбина                 | Символ великих можливостей для розвитку, нових засобів для підвищення добробуту |         |
| Мантія                  | Накидка у вигляді плаща або намету, що прикриває герб. Застосовується в гербах государів, принців і князів |         |
| Ведмідь                 | Символ передбачливості і сили |         |
| Меч                     | Старовинна зброя у вигляді довгого двобічгострого ножа з руків'ям і ефесом. Символізує готовність до захисту вітчизни, роду, міста від ворогів, а також участь у боях; справедливість у виконанні закону, вищу форму влади. У гербах часто зображується і так званий вогненний (полум'яніючий) меч — символ не тільки військової, а й духовної зброї, яка символізує просвітництво, світло, добро     |         |
| Молот                   | Символізує завзяту нелегку працю ремісників і робітників. Містився в гербах міст, що відрізняються промисловим виробництвом |         |
| Намет                   | Композиція з прикрас у вигляді химерних листків, з'єднаних між собою, які виходять з верхньої частини шолома вправо і вліво. Зображується фініфтью зверху і металом знизу |         |
| Нашоломник              | Фігура, що поміщається на шоломі, короні або поверх бурелету. Символізував особливу відзнаку у лицарів. Як нашоломник вживалися фігури, зазвичай повторювані в щиті, а також страусине або павине пір'я та інше |         |
| Негеральдичні фігури    | Фантастичні, а також фігури, взяті з життя, створені природою або людиною. Зображуються в гербах натуральними кольорами |         |
| Вівця                   | Символ лагідності, доброти і сільського життя |         |
| Олень                   | Символ воїна, перед яким біжить ворог |         |
| Оливкова гілка          | Символ миру і процвітання |         |
| Орел                    | Символ влади, панування, незалежності, сили, а також великодушності і прозорливості; російський двоголовий орел — символ єдності європейської і азійської частин Росії, наступності християнства від Візантії, символ вищої влади |         |
| Павич                   | Символ марнославства і суєтності. Містився в гербах як знак перемоги над гордим противником |         |
| Пелікан                 | Символ безкорисливості і самопожертви, благодійної допомоги та турботи |         |
| Півень                  | Символ неспання, пильності, вірного стражника, символ бою, битви, боротьби. Півень також символізує чоловіче активне начало, силу та енергію |         |
| Півмісяць               | Півколо з увігнутою середньою частиною. Може зображуватися з людським профілем. Символізує перемогу над ісламом або зв'язок з ним |         |
| Посох                   | Символ духовної влади і святительства |         |
| Бджола                  | Символ працьовитості та невтомності. |         |
| Троянда                 | Троянди є символом краси, досконалості, радості, любові, чистоти, блаженства, гордості, мудрості, таємниці |         |
| Рука з мечем            | символ вірності військовому обов'язку |         |
| Свічка                  | символ безкорисливого служіння справі, творення і звільнення. У християнстві вогонь свічки — символ Христа. Погасла свічка — символ смерті |         |
| Сувій                   | Символ ученості, ставлення до великої науки |         |
| Сінь                    | фігура шатроподібної форми або у вигляді балдахіна, зображувана в гербі поверх мантії. Зображується золотим кольором, оторочувалася бахромою і вінчалася короною |         |
| Скіпетр                 | Фігура у вигляді жезла з наконечником зверху. Символізуючи вищу владу монарха, зображувався в гербах столиць і міст постійного перебування царюючих осіб |         |
| Смолоскип               | Символ правди, прагнення до знань, духовного горіння і бажання творити, готовності до самопожертви. Смолоскип, схилений до землі — символ смерті |         |
| Пес                     | Символ вірності, відданості, пильності і слухняності. Рідко — символ лікування (зализує рани) |         |
| Сова                    | символ мудрості, кмітливості і моторності |         |
| Сокіл                   | символ хоробрості, розуму і краси |         |
| Сонце                   | символ істини, провидіння, багатства і достатку |         |
| Фенікс                  | Міфічна птиця, відроджується з вогню і попелу. Символ відродження і безсмертя. |         |
| Шолом                   | Гербовий елемент. Відображає гідність роду, у зв'язку з чим виділяють шоломи князівські, графські, дворянські, безстанові та інші. |         |
| Щитотримачі             | Фігури, зображені по сторонах щита і як би підтримують його. Ними можуть бути зображення людини, святих, тварин, а також фантастичних істот. Щитотримачі зображуються натуральними кольорами. Вони можуть повторювати фігури, поміщені в щиті, або мати якесь відношення до власника — наприклад, можуть зображати підлеглих гербовласника, його покровителів, національність власника герба та інше. |         |
| Яйце                    | символ початку всього живого, надії і нового життя |         |
| Ріг достатку            | Символ достатку і процвітання.Зображується здебільшого вигнутим, у вигляді рогу тварини, наповненим квітами, плодами тощо, тобто повернутим вгору (рідше "вивергаючим" їх і всілякі блага, тобто повернутим вниз). |         |

## Ресурси Інтернету
- Главы из книги на сайте «Геральдика. Ру» // Медведев М. Ю. Геральдика или истинная наука о гербах. — СПб.: Гербы и флаги, 2008.
- Правила геральдики [Архівовано 2 жовтня 2012 у Wayback Machine.] // Проект «Геральдика. Ру».
- Правила геральдики [Архівовано 13 травня 2015 у Wayback Machine.] // Проект «Экскурс в геральдику».
- Глоссарий геральдических терминов [Архівовано 1 листопада 2016 у WebCite] // Проект «Геральдикум».